# مقاطعة تونيكا (ميسيسيبي)
مقاطعة تونيكا هي مقاطعة في مسيسيبي، بلغ عدد سكانها 10٬778  نسمة، في 2010، عاصمتها تونيكا، تبلغ مساحتها 1٬245 كيلومتر مربع.

## الموقع
تشترك في الحدود مع:
- مقاطعة كريتيندين، أركنسو
- مقاطعة كواهوما (ميسيسيبي)
- مقاطعة كيتمان (ميسيسيبي).

## التقسيمات الإدارية
- تونيكا.

## أعلام
- باركر هال